# پرویز همایون‌پور
پرویز همایون‌پور، (زاده شهریور ۱۳۱۸ – درگذشته شهریور ۱۳۹۱) پژوهشگر و مترجم ایرانی آثار میلان کوندِرا، نویسنده مشهور چکی-فرانسوی بود.

## زندگی‌نامه
پرویز همایون‌پور در شهریور ۱۳۱۸ در شهر شیراز به دنیا آمد. او دکترای علوم سیاسی را در سال ۱۹۶۷ از دانشگاه لوزان سوئیس دریافت کرد و پس از کار در مؤسسه برنامه‌ریزی آموزشی وزارت علوم ایران، سال‌ها به عنوان مشاور امور آموزشی در سازمان علمی، آموزشی و فرهنگی ملل متحد، یونسکو، فعالیت می‌کرد.
پرویز همایون‌پور پس از سال‌ها همکاری با وزارت علوم ایران و یونسکو به پروژه‌هایی تحقیقاتی پرداخت که در ارتباط با این پروژه سفرهایی نیز به سوئیس داشت.
وی کتاب‌های متعددی از جمله برخی از آثار مهم میلان کوندرا همچون «بار هستی»، «هویت»، و «هنر رمان» را برای نخستین بار به فارسی ترجمه کرد. وی اخیراً کتابی هم با عنوان «دربارهٔ قالی‌بافی و عشایر» نوشت که در آستانه انتشار قرار دارد.
تألیف کتاب‌هایی چون «پیکار سوادآموزی»، «آموزش و پرورش در خدمت تحول بنیادی جامعه» و «جیران زن عشایر و چنته» از دیگر فعالیت‌های پرویز همایون‌پور است.
بیشتر کار پرویز همایون‌پور در یونسکو در آفریقا گذشت و پس از بازنشستگی، حدود ۱۵ سال پیش به ایران بازگشت و مشغول کارهای تحقیقاتی شد.

### درگذشت
پرویز همایون‌پور سوم شهریورماه به هنگام شنا در دریاچه لمان در نزدیکی ژنو ناپدید شد و یک هفته بعد، دهم شهریورماه، پیکر بی‌جانش پیدا شد. خبر درگذشت پرویز همایون‌پور را برادر دوقلویش، هرمز همایون پور روز سه‌شنبه ۱۴ شهریورماه اعلام کرد.

برادر وی:
«از آن‌جا که بخشی از این کارها مربوط به انجام پروژه‌ای تحقیقاتی در سوئیس می‌شد، برای انجام برخی کارها چند وقت یک‌بار به آن‌جا سفر می‌کرد و در سفر اخیرش به آن‌جا در هنگام شنا در دریاچه لمان درگذشت.»
«بر اساس گزارش پلیس ژنو، برادرم چند روز پیش و به رسم معمولی که برای خود گذاشته بود، برای شنا به دریاچه لمان در این شهر می‌رود، ولی بر اثر سرمای آب دریاچه، سنکوپ می‌کند و می‌میرد.» وی در عین حال تأکید کرد که برادرش به رغم کهولت سن (دارا بودن ۷۳ سال)، از لحاظ جسمی نسبتاً توانمند بوده، اما به گفته پلیس، گویا سرمای این دریاچه در آن روز به حدی بالا بوده که بدن وی تحمل آن را نداشته است.

### آثار
- هویت، میلان کوندرا، پرویز همایون پور (مترجم) ناشر: قطره - ۱۳۹۸
- بار هستی، میلان کوندرا، پرویز همایون پور (مترجم) ناشر: قطره - ۱۳۹۸
- جیران، زن عشایری و چنته، پرویز همایون پور، صادق میری، ناشر: چشمه - ۱۳۸۳